# Kim Shaylor
Kim Shaylor est une joueuse anglaise de rugby à XV, née le 15 juin 1981, de 1.68m pour 63 kg, occupant le poste de trois quart aile (no 11) à Worcester (en).

## Palmarès
- 14 sélections en Équipe d'Angleterre de rugby à XV féminin
- participations au Tournoi des six nations féminin